# Рикардо (Тексас)
Рикардо (енгл. Ricardo) насељено је место без административног статуса у америчкој савезној држави Тексас.

## Демографија
По попису из 2010. године број становника је 1.048.
| Група             | 2000.    | 2010.       |
| Белци             | 0 (0,0%) | 259 (24,7%) |
| Афроамериканци    | 0 (0,0%) | 6 (0,6%)    |
| Азијати           | 0 (0,0%) | 6 (0,6%)    |
| Хиспаноамериканци | 0 (0,0%) | 765 (73,0%) |
| Укупно            | 0        | 1.048       |